# Glyceria caspia
Glyceria caspia är en gräsart som beskrevs av Carl Bernhard von Trinius. Glyceria caspia ingår i släktet glycerior, och familjen gräs. Inga underarter finns listade i Catalogue of Life.